# Rocco Morabito
Rocco Morabito (Africo, 13 ottobre 1966) è un mafioso italiano, esponente di spicco della 'Ndrangheta.
Prima del suo ultimo arresto, avvenuto in Brasile nel 2021, Morabito era inserito nell'elenco dei latitanti di massima pericolosità ed era considerato il re della cocaina di Milano.

## Biografia
Rocco Morabito, detto 'u tamunga perché proprietario di un fuoristrada Munga, è nato ad Africo nella Locride in Calabria, figlio di Domenico Morabito e Carmela Modaffari, ed è imparentato con il boss Giuseppe Morabito. Rocco è appartenente a una delle più potenti 'ndrine della Locride, quella dei Morabito.

### Anni 1980
Nel 1988, a 22 anni, mentre frequentava l'Università di Messina, fu arrestato dalla Procura di Messina, insieme a Bruno Criaco e Annunziato Zavettieri, per minacce rivolte a un docente universitario. Nel 1989 viene assassinato ad Africo suo fratello Leo Morabito. In quell'anno viene identificato a Sessa Aurunca, nell'abitazione di Alberto Beneduce, detto 'a cocaina, camorrista narcotrafficante, che introdusse la 'ndrina dei Morabito nel business del narcotraffico.

### 1991: Milano
Nel 1991, a 25 anni, si sposta a Milano, in via Bordighera, dove risultava residente, anche se viveva a Casarile (in provincia di Milano). A quei tempi frequentava suo zio Domenico Mollica, anch'esso affiliato alla 'ndrangheta e già ai tempi ricercato dalle forze dell'ordine. Il 15 marzo 1994 viene fotografato dalle forze dell'ordine a Milano insieme allo zio Domenico Mollica mentre incontrano dei narcotrafficanti colombiani.

### 1995: Brasile
Nel 1994 con l'operazione Fortaleza viene condannato a 30 anni di carcere per associazione di tipo mafioso e traffico di droga e il 10 febbraio 1995 è stato inserito nell'elenco dei latitanti più pericolosi d'Italia. Il 15 luglio 1992 tentò il trasporto di 592 chili di cocaina dal Brasile, in cui si trovava Francesco Sculli insieme al giordano Waleed Issa Khamayis verso l'Italia, mentre nel 1993 organizzò un trasporto di 693 chili. Nel frattempo la sua villetta a Casarile, sottoposta a sequestro giudiziario, diventò una biblioteca comunale mentre ad Africo gli venne sequestrata un'altra villa in attesa di destinazione d'uso.

### 2001-2017: Uruguay
Dal 2001 prosegue la sua latitanza in Uruguay, tra Montevideo e Punta del Este, dove vive con passaporto brasiliano sotto il falso nome di Francisco Antonio Capeletto Souza.

### 2017-2019: arresto ed evasione
Dopo 23 anni di latitanza, è stato catturato a Montevideo il 4 settembre 2017 in un'operazione eseguita dalla polizia uruguaiana insieme a un esperto per la Sicurezza del Dipartimento della Pubblica Sicurezza di Buenos Aires. Grazie alla banca dati dell'Interpol in cui sono stati incrociati i dati dello SCIP (Servizio per la Cooperazione Internazionale di Polizia del Dipartimento della Pubblica Sicurezza) e della polizia brasiliana, si riscontra che il soggetto era sotto un mandato d'arresto internazionale emesso dalla Procura di Reggio Calabria. Il 29 marzo 2019 il tribunale di appello in Uruguay autorizza l'estradizione per l'Italia.
Evade il 24 giugno 2019 insieme ad altri tre detenuti (Leonardo Abel Sinopoli Azcoaga, Matias Sebastián Acosta González e Bruno Ezequiel Díaz) dalla terrazza del carcere "Central" di Montevideo.
Il 30 novembre 2019 con l'operazione Magma si scopre che forse a riuscire a far evadere Rocco Morabito sono stati membri dei Bellocco residenti tra Buenos Aires e Montevideo.

### 2021-2022: il secondo arresto in Brasile e l'estradizione in Italia
Dopo quasi due anni di latitanza, viene arrestato insieme al latitante Vincenzo Pasquino il 24 maggio 2021 in Brasile nella capitale di Paraíba, João Pessoa, dalla Polizia brasiliana con il supporto investigativo dei Carabinieri del ROS, dei Comandi Provinciali di Reggio Calabria e Torino e dello SCIP (Servizio per la Cooperazione Internazionale di Polizia del Dipartimento della Pubblica Sicurezza) con la collaborazione dell'FBI e della DEA. Il 9 marzo e poi in appello il 25 maggio 2022, il Supremo Tribunal Federal brasiliano (STF) ha formalmente autorizzato la sua estradizione dal penitenziario federale di Brasilia in cui era stato rinchiuso, disponendo tuttavia la sottrazione di un'eventuale condanna della detenzione scontata nel Paese sudamericano e l'applicazione di una pena massima di 30 anni di carcere. Il 6 luglio successivo viene finalmente estradato in Italia e condotto nel carcere di massima sicurezza di Sulmona per scontare la pena prevista. È assistito dal penalista di fiducia Avv. Fabrizio Gallo che nel luglio del 2022 ricorreva all’ordine di esecuzione emesso dalla Procura di Reggio Calabria con una istanza di rescissione del giudicato presso la Corte di Appello di Reggio Calabria sostenendo che nei tre procedimenti giudiziari conclusi con tre sentenze di condanna, il Morabito non aveva avuto alcuna cognizione dei procedimenti a suo carico. Il processo è tuttora in corso e nel mese di aprile del 2024 l’avvocato Gallo conclude la lunga arringa difensiva depositando atti contenuti nei vecchi procedimenti celebratesi nei Tribunali di Milano, Agrigento e Reggio Calabria, ma la Corte ha riservato la decisione che nel mese di giugno non era stata ancora depositata.